# Phytoliriomyza diplazii
Phytoliriomyza diplazii este o specie de muște din genul Phytoliriomyza, familia Agromyzidae, descrisă de Mitsuhiro Sasakawa în anul 1988. Conform Catalogue of Life specia Phytoliriomyza diplazii nu are subspecii cunoscute.